# سلالة غوهيل
حكمت سلالة غوهيل أو غوهيل أو غوهيلاس من سوراشترا أجزاء من منطقة سوراشترا في ولاية كجرات الحالية في الهند كمرؤوسين أو مستقلين بدءًا من القرن الثاني عشر. يعود أصلهم إلى سلالة غوهيلا في ولاية كجرات وقد هاجروا إلى سوراشترا في القرن الثاني عشر. عُثر على أقدم نقش معروف لـغوهيلاس في مانجرول. انتقلوا لاحقًا إلى الساحل الشرقي حيث أسسوا سلالة لأنفسهم وأصبحت المنطقة تُعرف باسم جوهيلوار وظلت تحت حكمهم حتى استقلال الهند في عام 1947. كانت الولايات الأميرية السابقة بهافناغار وباليتانا ولاثي وفالا وراجبيبلا مملوكة لحكام جوهيل.

## الأصل
تأسست دولة سيجاكبور السابقة عام 1194 (أو 1240 أو 1260)، ثم كانت العواصم في رانيبور 1254/1309، أومرالا أو جوغا 1309/1445، أومرالا 1445/1570، شيهور 1570/1723 ثم أخيرًا بهافناغار من عام 1723. تدعي سلالة غوهيلاس أنهم ينحدرون من سلالة باندافاس المشهورة والتي تنتمي إلى العرق القمري أو ما يعرف بتشاندرافانشي، وبالتالي يعود أصلهم إلى المؤسس شاليفهان الشهير، مؤسس عصر شاكا. حصلوا على لقب العائلة القديم راوال في معركة تشيتور التي ما زال يتردد صداها حتى الآن، والتي خاضها علاء الدين الخلجي عام 1303. شعار الدولة هو "العبد يسعى والرب يجيب".